# Orthaga
Orthaga é um gênero de mariposa pertencente à família Crambidae.